# Гори Хідака
Гори Хідака — єдиний гірський масив, розташований у центральній південній частині острова Хоккайдо. Пролягає з півночі на південь від гори Сагоро що північніше міста Сінтоку до мису Ерімо. Довжина гір приблизно 150 км, а найвища вершина — гора Порошірі має висоту 2053 м над рівнем моря. Частина гірської території входить до як квазінаціонального парку. Цей гірський хребет утворився внаслідок горизонтальних рухів літосферних плит від кінця мезозойської ери до третинного періоду кайнозойської ери. Гірський масив є найактивнішою сейсмічної зоною Хоккайдо.

## Характеристика гір Хідака

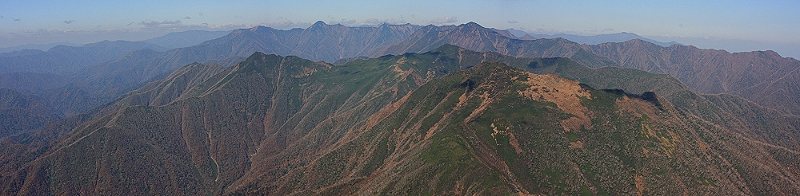
Центральний хребет гір Хідака. Погляд на північ від гори Камуїдаке.

Гори Хідака складаються зі складчастих пасм висотою від 1500 до 2000 м. Гора Порошірі є найвищою, з висотою 2053 м.
Гори Хідака утворилися в пізньому четвертинному періоді як частина зовнішньої дуги західного кінця Курильської острівної дуги. Вони були утворені підняттям в результаті зіткнення з Курильською дугою та Північно-Східною Японською дугою. Гори Хідака на сучасному етапі більше не підносяться. Здебільшого гори Хідака складаються зі сланців, мігматитів, гнейсів і гранітів.
Гірські хребти мають круті схили, тут практично немає транспортних шляхів, які перетинають гірський хребет, за винятком перевалів Карікачі та Нісшо на півночі, тунелю Нозука на півдні та перевалу Ойваке біля мису Ерімо.
Гори Хідака — єдині гори на Хоккайдо, де є ознаки заледеніння. Рельєф має кари і льодовикові цирки.
Гори Хідака розділяють субпрефектури Хідака і Токаті.
В горах беруть початок річки Сару, Сізунай та Ніікаппу, які використовуються для розвитку електроенергетики Хідака.
Гори мають висотну поясність: до 500 м схили гір покриті широколистими деревами, вище 500 м з'являються ялини та ялиці, від 1200 до 1300 м зустрічається береза Ермана, а верхня зона (1400—1600 м) має субальпійську флору.

## Зовнішнє посилання
- Гори Хідака Квазінаціональний парк Ерімо — уряд Хоккайдо (японською мовою)
- Основні гірські височини Японії — Управління геопросторової інформації Японії (японською мовою)
- Музей гори Хідака (японською мовою)